# Starksia melasma
Starksia melasma är en fiskart som beskrevs av Williams och Mounts 2003. Starksia melasma ingår i släktet Starksia och familjen Labrisomidae. Inga underarter finns listade i Catalogue of Life.